# 蒂姆·贝利
蒂姆·贝利（英語：Tim Baillie，1979年5月11日—），英国男子皮划艇运动员。他曾代表英国参加2012年夏季奥林匹克运动会皮划艇比赛，获得男子双人划艇激流金牌。